# الذهاب عموديا
الذهاب عموديا (الروسية: Движение вверх) هو فيلم دراما رياضي روسي من بطولة فلاديمير ماشكوف، فيكتوريا تولستوجانوفا، أندريه سموليكوف وسيرجي جارماش.صدر الفليم في 28 ديسمبر 2017.

## روابط خارجية
الذهاب عموديا على موقع IMDb (الإنجليزية)
- الذهاب عموديا على موقع ألو سيني (الفرنسية)
- الذهاب عموديا على موقع أول موفي (الإنجليزية)
- الذهاب عموديا على موقع فيلمافينيتي (الإسبانية)
- الذهاب عموديا على موقع قاعدة بيانات الفيلم (الإنجليزية)
- الذهاب عموديا على موقع ليتربوكسد (الإنجليزية)
- الذهاب عموديا على موقع كينوبويسك (الروسية)